# ألكسيا (مغنية إيطالية)
ألكسيا (بالإيطالية: Alexia) (ولد أليسيا أكويلاني، 19 مايو 1967) هي المغنية الإيطالية. بدأت حياتها الغنائية في عام 1997 ، وقالت انها قدمت التسجيلات في باللغة الإنجليزية في 1997.
في مهنتها أنها باعت أكثر من 6 ملايين السجلات التي تحتوي على 10 واحد من أعلى إلى عشرة، منها 4 رقم واحد الفعالية والعديد من الشهادات المبيعات الدولية. وقد غنت في Festivalbar لتسع مرات، وأربع مرات في مهرجان الموسيقى سان ريمو والتي كانت قد حصل، إلى جانب العديد من الجوائز الناقد الموسيقى، وفازت واحد في عام 2003.

## روابط خارجية
- ألكسيا على موقع ميوزك برينز (الإنجليزية)
- ألكسيا على موقع أول ميوزيك (الإنجليزية)
- ألكسيا على موقع ديسكوغز (الإنجليزية)